# BAP R-4
BAP R-4 – peruwiański okręt podwodny z dwudziestolecia międzywojennego, jedna z czterech zbudowanych dla Peru jednostek typu R. Zwodowany 10 maja 1928 roku we amerykańskiej stoczni Electric Boat w Groton, został przyjęty do służby w Marina de Guerra del Perú listopadzie 1928 roku. Wielokrotnie modernizowana jednostka została skreślona z listy floty w październiku 1958 roku.

## Projekt i budowa
Pierwsze dwa okręty podwodne typu R zostały zamówione przez peruwiański rząd w Stanach Zjednoczonych 11 kwietnia 1924 roku, a kolejna para 11 października 1926 roku . Koszt każdej pary jednostek opiewał na 3 100 000 $ . Planowano też budowę piątej i szóstej jednostki, jednak na przeszkodzie stanął brak środków finansowych . Okręty miały konstrukcję jednokadłubową z siodłowymi zbiornikami balastowymi (and. saddle tanks), a powstały z materiałów przeznaczonych dla anulowanych po zakończeniu I wojny światowej amerykańskich jednostek typu S .
BAP R-4 został zbudowany w stoczni Electric Boat w Groton . Wodowanie odbyło się 10 maja 1928 roku .

## Dane taktyczno-techniczne
R-4 był okrętem podwodnym konstrukcji jednokadłubowej o długości całkowitej 56,8 metra (54,4 m między pionami), szerokości 5,33 metra i zanurzeniu 4,57 metra . Wyporność normalna w położeniu nawodnym wynosiła 576 ton, a w zanurzeniu 755 ton . Okręt napędzany był na powierzchni przez dwa silniki Diesla NELSECO o łącznej mocy 800 KM, a pod wodą poruszał się dzięki dwóm silnikom elektrycznym o łącznej mocy 1000 KM . Dwa wały napędowe poruszające dwoma śrubami zapewniały prędkość 14,5 węzła na powierzchni i 9,5 węzła w zanurzeniu . Zasięg wynosił 8000 Mm przy prędkości 10 węzłów w położeniu nawodnym . Dopuszczalna głębokość zanurzenia wynosiła 60 metrów .
Okręt wyposażony był w cztery dziobowe wyrzutnie torped kalibru 533 mm (21 cali), z łącznym zapasem 8 torped . Uzbrojenie artyleryjskie stanowiło umieszczone przed kioskiem działo pokładowe kal. 76 mm (3 cale) L/50 Mk 10 
Załoga okrętu składała się z 30 oficerów, podoficerów i marynarzy .

## Służba
R-4 po ukończeniu odbył latem 1928 roku samotny rejs z New London do Peru, osiągając Callao bez awarii. W listopadzie 1928 roku jednostka została przyjęta do służby w Marina de Guerra del Perú . W 1936 roku okręt przeszedł gruntowny remont w macierzystej stoczni. W 1950 roku jednostka przeszła w USA przegląd techniczny. Kolejny remont R-4 w stoczni Electric Boat odbył się w latach 1955-1956 . W kwietniu 1957 roku jednostka otrzymała nazwę BAP „Arica”. Okręt został wycofany ze służby po 30 latach służby, w październiku 1958 roku .